# Dunmore (Galway)
Dunmore is een plaats in het Ierse graafschap Galway. De plaats telt 594 inwoners. Het dorp ligt in het noorden van Galway, aan de N83, de weg van Tuam richting Knock.